# Zarajo

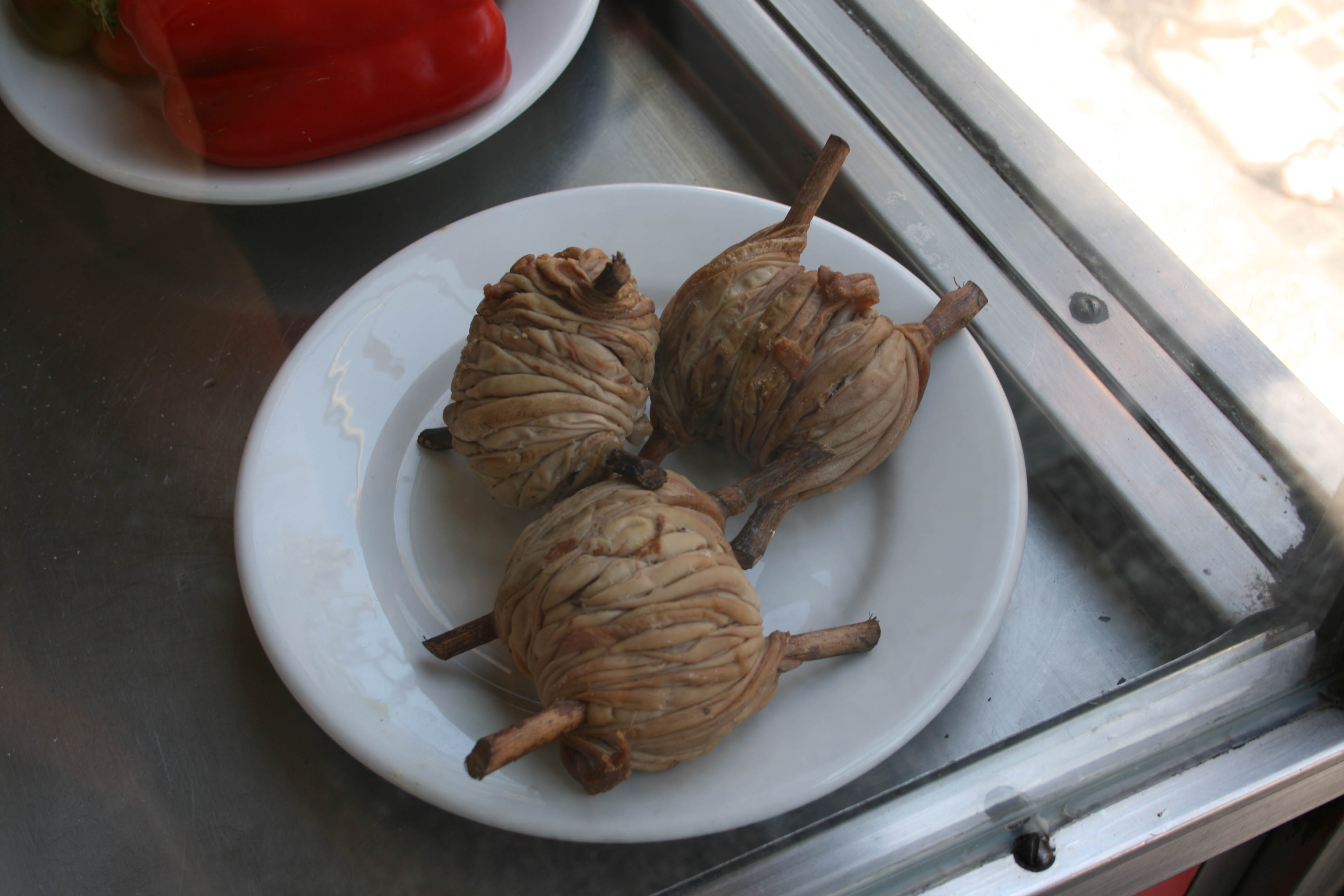
Un trío de zarajos listos para ser fritos.

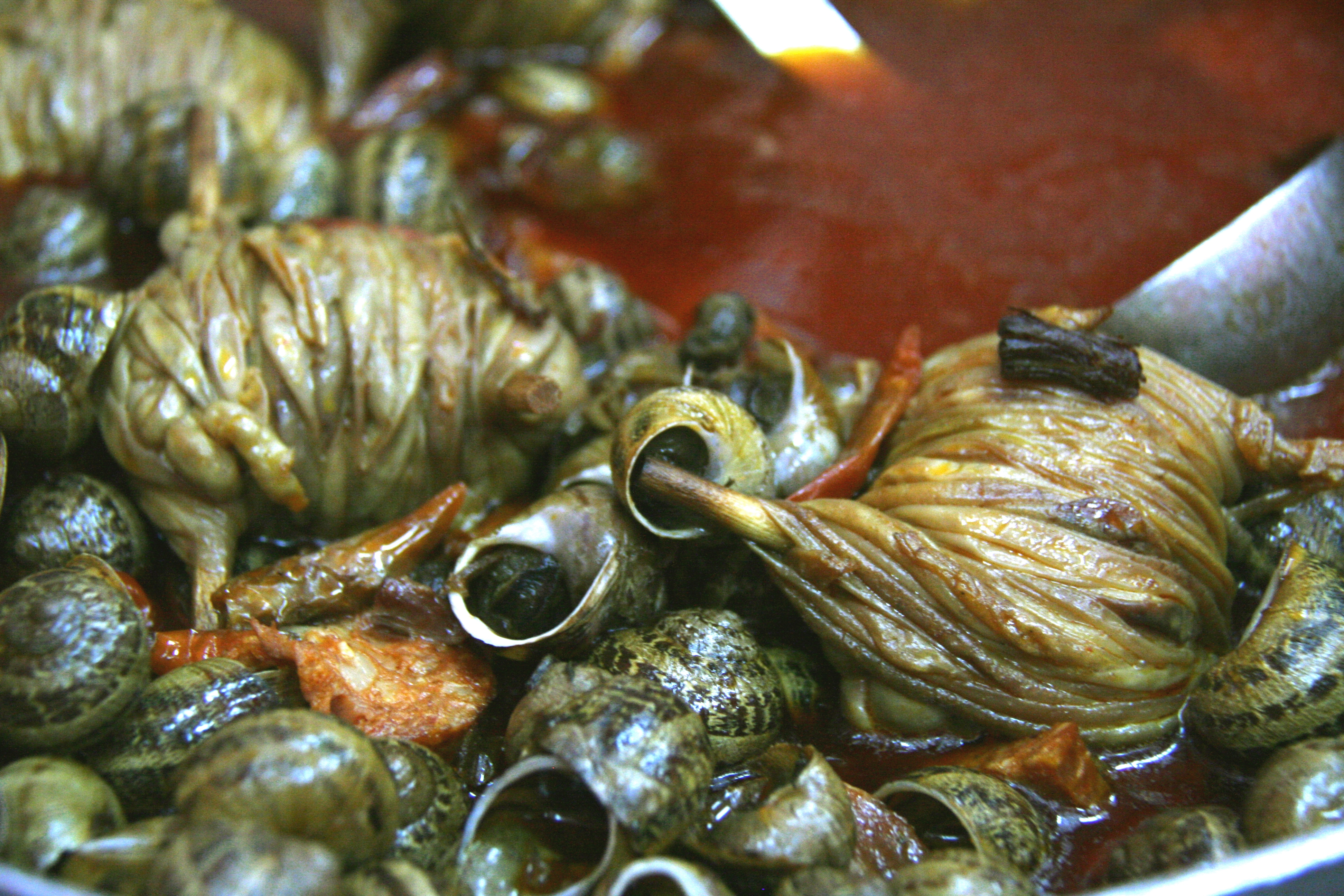
Un guiso con zarajos.

Los zarajos se consideran un aperitivo (o incluso tapa) muy típico y tradicional de Cuenca (España) y del Madrid castizo (sobre todo en San Isidro, junto con las gallinejas y los entresijos), preparado a base de intestinos de cordero lechal marinados que después se enrollan en un palo o sarmiento y se fríen en aceite de oliva o se asan en horno, o a la plancha, hasta que quedan dorados. Debido a su aspecto y sabor se los considera un alimento de gusto adquirido. Este aperitivo puede encontrarse fácilmente en cualquier restaurante de Cuenca (por extensión en Castilla-La Mancha) y de Madrid.
Proporciona proteínas de alta calidad, vitaminas A y B12, y minerales como hierro, fósforo y zinc

## Servir
Este plato no suele prepararse con ningún aditamento y suele asarse o freírse entre los aromas de la marinada y de sus propios jugos. Los intestinos del cordero se limpian cuidadosamente y se eligen los más tiernos para ser enrollados en los dos palos del sarmiento. En algunas ocasiones se elige una pieza de carne para incluirla en el zarajo. Es un aperitivo que se sirve caliente, recién preparado y se acompaña de algunas rodajas de limón para contrarrestar la sequedad de la fritura. En algunos restaurantes se emplean en la elaboración de un caldo de caracoles.